# Mob Rules
Mob Rules – studyjny album brytyjskiej grupy Black Sabbath, drugi z wokalistą Ronniem Jamesem Dio. Został wydany w listopadzie 1981.

## Lista utworów
1. "Turn Up the Night" – 3:42
2. "Voodoo" – 4:32
3. "The Sign of the Southern Cross" – 7:46
4. "E5150" – 2:54
5. "The Mob Rules" – 3:14
6. "Country Girl" – 4:02
7. "Slipping Away" – 3:45
8. "Falling Off the Edge of the World" – 5:02
9. "Over and Over" – 5:28

## Twórcy
- Ronnie James Dio – wokal
- Tony Iommi – gitara
- Geezer Butler – gitara basowa
- Vinny Appice – perkusja
- Geoff Nicholls – instrumenty klawiszowe